# ATP Tour 250
ATP Tour 250 je tenisová kategorie mužského profesionálního okruhu ATP Tour  hraná od sezóny 2009, která nahradila nejníže postavenou kategorii International Series, existující v letech 2000–2008. Ta navázala na předcházející kategorii World Series z let 1990–1999. Vítězové dvouhry a čtyřhry do žebříčku ATP získávají 250 bodů, což odráží hodnota v názvu série. Odpovídající úroveň ženského okruhu WTA Tour představuje WTA 250. Do dvouhry nastupuje 28, 32, 48 či 56 singlistů a čtyřhry se účastní 16 nebo 24 párů.  
V rámci mužského profesionálního okruhu je ATP Tour 250 začleněna do systému kategorií rozdělených podle výše přidělovaných bodů, dotací a finančních odměn hráčům. V nejvyšší kategorii Grand Slamu šampioni získávají 2 000 bodů, na Turnaji mistrů se může jednat až o 1 500 bodů, ve třetí nejvyšší úrovni ATP Tour Masters 1000 si vítězové připisují tisíc bodů a ve čtvrté etáži ATP Tour 500 pak 500 bodů. Hodnocení se tak mírně liší od ženské túry WTA.
V sezóně 2021 kategorie obsahuje přibližně 40 turnajů pořádaných na pěti kontinentech. Nejvíce událostí probíhá v Evropě a poté v Severní Americe. Rovněž jako v roce 2020 její průběh ovlivnila pandemie koronaviru, s přeložením a zrušením několika turnajů. Místo nich byly do kalendáře dodatečně zařazeny nové události s jednoletou pořadatelskou licencí. Mezi ně patřily i Great Ocean Road Open a Murray River Open v Melbourne Parku disponující maximálním startovním polem 56 singlistů. Ze stabilních turnajů má nejvyšší počet 48 účastníků dvouhry letní Winston-Salem Open na tvrdém povrchu.

## Turnajová listina
| Turnaje kategorie ATP Tour 250 | Turnaje kategorie ATP Tour 250                         | Turnaje kategorie ATP Tour 250 | Turnaje kategorie ATP Tour 250 | Turnaje kategorie ATP Tour 250 | Turnaje kategorie ATP Tour 250 | Turnaje kategorie ATP Tour 250            |
| Turnaj                         | komerční název                                         | místo                          | země                           | povrch                         | počet                          | dějiště                                   |
| ------------------------------ | ------------------------------------------------------ | ------------------------------ | ------------------------------ | ------------------------------ | ------------------------------ | ----------------------------------------- |
| Delray Beach                   | Delray Beach Open by VITACOST.com                      | Delray Beach                   | Spojené státy                  | tvrdý                          | 28/16                          | Delray Beach Tennis Center                |
| Antalya                        | Antalya Open                                           | Antalya                        | Turecko                        | tvrdý                          | 32/16                          | Limak Arcadia Sport Resort                |
| Auckland                       | ASB Classic                                            | Auckland                       | Nový Zéland                    | tvrdý                          | 28/16                          | ASB Tennis Centre                         |
| Adelaide                       | Adelaide International                                 | Adelaide                       | Austrálie                      | tvrdý                          | 28/16                          | Memorial Drive Tennis Centre              |
| Melbourne 1                    | Great Ocean Road Open                                  | Melbourne                      | Austrálie                      | tvrdý                          | 56/24                          | Melbourne Park                            |
| Melbourne 2                    | Murray River Open                                      | Melbourne                      | Austrálie                      | tvrdý                          | 56/24                          | Melbourne Park                            |
| Puné                           | Tata Maharashtra Open                                  | Puné                           | Indie                          | tvrdý                          | 28/16                          | Mhalunge Balewadi Tennis Complex          |
| Montpellier                    | Open Sud de France                                     | Montpellier                    | Francie                        | tvrdý (h)                      | 28/16                          | Arena Montpellier                         |
| Córdoba                        | Córdoba Open                                           | Córdoba                        | Argentina                      | antuka                         | 28/16                          | Estadio Mario Alberto Kempes              |
| Singapur                       | Singapore Tennis Open                                  | Singapur                       | Singapur                       | tvrdý                          | 28/16                          | OCBC Arena                                |
| Buenos Aires                   | Argentina Open                                         | Buenos Aires                   | Argentina                      | antuka                         | 28/16                          | Buenos Aires Lawn Tennis Club             |
| Uniondale                      | New York Open                                          | Uniondale                      | Spojené státy                  | tvrdý (h)                      | 28/16                          | Nassau Veterans Memorial Coliseum         |
| Dauhá                          | Qatar ExxonMobil Open                                  | Dauhá                          | Katar                          | tvrdý                          | 28/16                          | Khalifa Int'l Tennis & Squash Complex     |
| Marseille                      | Open 13 Provence                                       | Marseille                      | Francie                        | tvrdý (h)                      | 28/16                          | Palais des sports de Marseille            |
| Santiago                       | Chile Dove Men+Care Open                               | Santiago                       | Chile                          | antuka                         | 28/16                          | Club de Tenis UC San Carlos de Apoquindo  |
| Marbella                       | AnyTech365 Andalucia Open                              | Marbella                       | Španělsko                      | antuka                         | 28/16                          | Club de Tennis Puente Romano              |
| Cagliari                       | Sardegna Open                                          | Cagliari                       | Itálie                         | antuka                         | 28/16                          | OCBC Arena                                |
| Houston                        | Fayez Sarofim & Co. US Men's Clay Court Championship   | Houston                        | Spojené státy                  | antuka                         | 28/16                          | River Oaks Country Club                   |
| Marrákeš                       | Grand Prix Hassan II                                   | Marrákeš                       | Maroko                         | antuka                         | 28/16                          | Royal Tennis Club de Marrakech            |
| Bělehrad                       | Serbia Open                                            | Bělehrad                       | Srbsko                         | antuka                         | 32/16                          | Novakovo tenisové centrum                 |
| Cascais                        | Millennium Estoril Open                                | Cascais                        | Portugalsko                    | antuka                         | 28/16                          | Clube de Ténis do Estoril                 |
| Mnichov                        | BMW Open                                               | Mnichov                        | Německo                        | antuka                         | 28/16                          | MTTC Iphitus München eV                   |
| Ženeva                         | Gonet Geneva Open                                      | Ženeva                         | Švýcarsko                      | antuka                         | 28/16                          | Tennis Club de Genève                     |
| Lyon                           | Open Parc Auvergne-Rhône-Alpes Lyon                    | Lyon                           | Francie                        | antuka                         | 28/16                          | Park Zlaté hlavy                          |
| Parma                          | Emilia-Romagna Open                                    | Parma                          | Itálie                         | antuka                         | 28/16                          | Tennis Club President v Montechiarugolu   |
| Bělehrad                       | Belgrade Open                                          | Bělehrad                       | Srbsko                         | antuka                         | 32/16                          | Novakovo tenisové centrum                 |
| 's-Hertogenbosch               | Libéma Open                                            | 's-Hertogenbosch               | Nizozemsko                     | tráva                          | 28/16                          | Autotron Rosmalen                         |
| Stuttgart                      | MercedesCup                                            | Stuttgart                      | Německo                        | tráva                          | 28/16                          | Tenisový klub Weissenhof                  |
| Eastbourne                     | Viking International Eastbourne                        | Eastbourne                     | Spojené království             | tráva                          | 28/16                          | Devonshire Park Lawn Tennis Club          |
| Mallorca                       | Mallorca Championships                                 | Santa Ponsa                    | Španělsko                      | tráva                          | 28/16                          | Santa Ponsa Tennis Club                   |
| Newport                        | Hall of Fame Open for the Van Alen Cup                 | Newport                        | Spojené státy                  | tráva                          | 28/16                          | Newport Casino                            |
| Båstad                         | Nordea Open                                            | Båstad                         | Švédsko                        | antuka                         | 28/16                          | Båstad Tennis Stadium                     |
| Umag                           | Plava Laguna Croatia Open Umag                         | Umag                           | Chorvatsko                     | antuka                         | 28/16                          | ITC Stella Maris                          |
| Gstaad                         | J. Safra Sarasin Swiss Open Gstaad                     | Gstaad                         | Švýcarsko                      | antuka                         | 28/16                          | Roy Emerson Arena                         |
| Los Cabos                      | Abierto Mexicano de Tenis Mifel presentado por Cinemex | Los Cabos                      | Mexiko                         | tvrdý                          | 28/16                          | Cabo del Mar                              |
| Atlanta                        | The Truist Atlanta Open                                | Atlanta                        | Spojené státy                  | tvrdý                          | 28/16                          | Atlantic Station                          |
| Kitzbühel                      | Generali Open                                          | Kitzbühel                      | Rakousko                       | antuka                         | 28/16                          | Tennis stadium Kitzbühel                  |
| Winston-Salem                  | Winston-Salem Open                                     | Winston-Salem                  | Spojené státy                  | tvrdý                          | 48/16                          | Wake Forest University                    |
| Mety                           | Open de Moselle                                        | Mety                           | Francie                        | tvrdý (h)                      | 28/16                          | Parc des Expositions de Metz Métropole    |
| Petrohrad                      | St. Petersburg Open                                    | Petrohrad                      | Rusko                          | tvrdý (h)                      | 28/16                          | Sibur Arena                               |
| Čcheng-tu                      | Chengdu Open                                           | Čcheng-tu                      | Čína                           | tvrdý                          | 28/16                          | S’-čchuanské mezinárodní tenisové centrum |
| Ču-chaj                        | Huajin Securities Zhuhai Championships                 | Ču-chaj                        | Čína                           | tvrdý                          | 28/16                          | Mezinárodní tenisové centrum Cheng-čchin  |
| Sofie                          | Sofia Open                                             | Sofie                          | Bulharsko                      | tvrdý (h)                      | 32/16                          | Arena Armeec                              |
| Moskva                         | VTB Kremlin Cup                                        | Moskva                         | Rusko                          | tvrdý (h)                      | 28/16                          | Olympijský stadion                        |
| Stockholm                      | Intrum Stockholm Open                                  | Stockholm                      | Švédsko                        | tvrdý (h)                      | 28/16                          | Kungliga tennishallen                     |
| Antverpy                       | European Open                                          | Antverpy                       | Belgie                         | tvrdý (h)                      | 28/16                          | Lotto Arena                               |

## Vyřazené turnaje
| Vyřazené turnaje ATP Tour 250 | Vyřazené turnaje ATP Tour 250               | Vyřazené turnaje ATP Tour 250 | Vyřazené turnaje ATP Tour 250 | Vyřazené turnaje ATP Tour 250 | Vyřazené turnaje ATP Tour 250 | Vyřazené turnaje ATP Tour 250                | Vyřazené turnaje ATP Tour 250 |
| Turnaj                        | komerční název                              | místo                         | země                          | povrch                        | počet                         | dějiště                                      | hrán do                       |
| ----------------------------- | ------------------------------------------- | ----------------------------- | ----------------------------- | ----------------------------- | ----------------------------- | -------------------------------------------- | ----------------------------- |
| Johannesburg                  | SA Tennis Open                              | Johannesburg                  | Jižní Afrika                  | tvrdý                         | 32/16                         | Montecasino                                  | 2011                          |
| Bělehrad                      | Serbia Open                                 | Bělehrad                      | Srbsko                        | antuka                        | 32/16                         | SRPC Milan Gale Muškatirović                 | 2012                          |
| Los Angeles                   | Farmers Classic                             | Los Angeles                   | Spojené státy                 | tvrdý                         | 28/16                         | Los Angeles Tennis Center                    | 2012                          |
| San Jose                      | SAP Open                                    | San José                      | Spojené státy                 | tvrdý (h)                     | 28/16                         | HP Pavilion at San Jose                      | 2013                          |
| Bangkok                       | PTT Thailand Open                           | Bangkok                       | Thajsko                       | tvrdý (h)                     | 28/16                         | Impact Arena                                 | 2013                          |
| Oeiras                        | Portugal Open                               | Oeiras                        | Portugalsko                   | antuka                        | 28/16                         | Estoril Court Central                        | 2014                          |
| Düsseldorf                    | Düsseldorf Open                             | Düsseldorf                    | Německo                       | antuka                        | 28/16                         | Rochusclub                                   | 2014                          |
| Halle                         | Gerry Weber Open                            | Halle                         | Německo                       | tráva                         | 28/16                         | Gerry Weber Stadion                          | 2014↑500                      |
| Londýn                        | AEGON Championships                         | Londýn                        | Spojené království            | tráva                         | 56/24                         | Queen's Club                                 | 2014↑500                      |
| Vídeň                         | Erste Bank Open                             | Vídeň                         | Rakousko                      | tvrdý (h)                     | 28/16                         | Wiener Stadthalle                            | 2014↑500                      |
| Záhřeb                        | PBZ Zagreb Indoors                          | Záhřeb                        | Chorvatsko                    | tvrdý (h)                     | 28/16                         | Dom Sportova                                 | 2015                          |
| Bogotá                        | Claro Open Colombia                         | Bogotá                        | Kolumbie                      | tvrdý                         | 28/16                         | Centro de Alto Rendimiento                   | 2015                          |
| Valencie                      | Valencia Open                               | Valencie                      | Španělsko                     | tvrdý (h)                     | 28/16                         | Ágora ve Městě umění a věd                   | 2015                          |
| Kuala Lumpur                  | Malaysian Open, Kuala Lumpur                | Kuala Lumpur                  | Malajsie                      | tvrdý (h)                     | 28/16                         | Putra Indoor Stadium                         | 2015                          |
| Nice                          | Open de Nice Côte d'Azur                    | Nice                          | Francie                       | antuka                        | 28/16                         | Nice Lawn Tennis Club                        | 2016                          |
| Bukurešť                      | BRD Năstase Țiriac Trophy                   | Bukurešť                      | Rumunsko                      | antuka                        | 28/16                         | BNR Arenas                                   | 2016                          |
| Nottingham                    | Aegon Nottingham Open                       | Nottingham                    | Spojené království            | tráva                         | 28/16                         | Nottingham Tennis Centre                     | 2016                          |
| Memphis                       | Memphis Open                                | Memphis                       | Spojené státy                 | tvrdý (h)                     | 28/16                         | Racquet Club of Memphis                      | 2017                          |
| Quito                         | Ecuador Open Quito                          | Quito                         | Ekvádor                       | antuka                        | 28/16                         | International Tennis Center                  | 2018                          |
| Istanbul                      | TEB BNP Paribas Istanbul Open               | Istanbul                      | Turecko                       | antuka                        | 28/16                         | Koza World of Sports facility                | 2018                          |
| Šen-čen                       | Shenzhen Open                               | Šen-čen                       | Čína                          | tvrdý                         | 28/16                         | Shenzhen Longgang Sports Cente               | 2018                          |
| Brisbane                      | Brisbane International presented by Suncorp | Brisbane                      | Austrálie                     | tvrdý                         | 28/16                         | Queensland Tennis Centre                     | 2019                          |
| Sydney                        | Sydney International                        | Sydney                        | Austrálie                     | tvrdý                         | 28/16                         | NSW Tennis Centre                            | 2019                          |
| São Paulo                     | Brasil Open                                 | São Paulo                     | Brazílie                      | antuka (h)                    | 28/16                         | Complexo Desportivo Constâncio Vaz Guimarães | 2019                          |
| Budapešť                      | Gazprom Hungarian Open                      | Budapešť                      | Maďarsko                      | antuka                        | 28/16                         | Národní tréninkové centrum                   | 2019                          |

## Historické názvy
1990–1999

ATP World Series
2000–2008

ATP International Series
2009–2018

ATP World Tour 250
od 2019

ATP Tour 250

## Rozpis bodů
Tenisté si do žebříčku ATP připisují body podle dosažené fáze turnaje:
| ATP Tour 250                                                                                                 | ATP Tour 250 | ATP Tour 250 | ATP Tour 250  | ATP Tour 250   | ATP Tour 250 | ATP Tour 250 | ATP Tour 250 | ATP Tour 250 | ATP Tour 250 | ATP Tour 250 | ATP Tour 250 | ATP Tour 250 | ATP Tour 250 |
| ↓kategorie / fáze→                                                                                           | vítězové     | finalisté    | semifinalisté | čtvrtfinalisté | 16 v kole    | 32 v kole    | 56 v kole    | QV           | Q3           | Q2           | Q1           |              |              |
| --- | ------------ | ------------ | ------------- | -------------- | ------------ | ------------ | ------------ | ------------ | ------------ | ------------ | ------------ | ------------ | ------------ |
| ATP Tour 250 (56D/48D)                                                                                       | 250          | 150          | 90            | 45             | 20           | 10           | 0            | 5            | 3            | 0            | 0            |              |              |
| ATP Tour 250 (32D/28D)                                                                                       | 250          | 150          | 90            | 45             | 20           | 0            | —            | 12           | 6            | 0            | 0            |              |              |
| ATP Tour 250 (24Č)                                                                                           | 250          | 150          | 90            | 45             | 20           | 0            | —            | —            | —            | —            | —            |              |              |
| ATP Tour 250 (16Č)                                                                                           | 250          | 150          | 90            | 45             | 0            | —            | —            | —            | —            | —            | —            |              |              |
| QV – vítěz kvalifikace, Q1–3 – 1. až 3. kolo kvalifikace, (xD/Č) – „x“ počet hráčů dvouhry/čtyřhry v soutěži |              |              |               |                |              |              |              |              |              |              |              |              |              |

## Přehled finále

### 2020
| ATP Tour 2020     | ATP Tour 2020                                       | ATP Tour 2020                        | ATP Tour 2020                  |
| Turnaj            | vítězové                                            | finalisté                            | výsledek                       |
| ----------------- | --------------------------------------------------- | ------------------------------------ | ------------------------------ |
| Dauhá             | Andrej Rubljov                                      | Corentin Moutet                      | 6–2, 7–6(7–3)                  |
| Dauhá             | Rohan Bopanna Wesley Koolhof                        | Luke Bambridge Santiago González     | 3–6, 6–2, [10–6]               |
| Adelaide          | Andrej Rubljov                                      | Lloyd Harris                         | 6–3, 6–0                       |
| Adelaide          | Máximo González Fabrice Martin                      | Ivan Dodig Filip Polášek             | 7–6(14–12), 6–3                |
| Auckland          | Ugo Humbert                                         | Benoît Paire                         | 7–6(7–2), 3–6, 7–6(7–5)        |
| Auckland          | Luke Bambridge Ben McLachlan                        | Marcus Daniell Philipp Oswald        | 7–6(7–2), 6–3                  |
| Montpellier       | Gaël Monfils                                        | Vasek Pospisil                       | 7–5, 6–3                       |
| Montpellier       | Nikola Ćaćić Mate Pavić                             | Dominic Inglot Ajsám Kúreší          | 6–4, 6–7(4–7), [10–4]          |
| Puné              | Jiří Veselý                                         | Jegor Gerasimov                      | 7–6(7–2), 5–7, 6–3             |
| Puné              | André Göransson Christopher Rungkat                 | Jonatan Erlich Andrej Vasilevskij    | 6–2, 3–6, [10–8]               |
| Córdoba           | Cristian Garín                                      | Diego Schwartzman                    | 2–6, 6–4, 6–0                  |
| Córdoba           | Marcelo Demoliner Matwé Middelkoop                  | Leonardo Mayer Andrés Molteni        | 6–3, 7–6(7–4)                  |
| Uniondale         | Kyle Edmund                                         | Andreas Seppi                        | 7–5, 6–1                       |
| Uniondale         | Dominic Inglot Ajsám Kúreší                         | Steve Johnson Reilly Opelka          | 7–6(7–5), 7–6(8–6)             |
| Buenos Aires      | Casper Ruud                                         | Pedro Sousa                          | 6–1, 6–4                       |
| Buenos Aires      | Marcel Granollers Horacio Zeballos                  | Guillermo Durán Juan Ignacio Londero | 6–4, 5–7, [18–16]              |
| Marseille         | Stefanos Tsitsipas                                  | Félix Auger-Aliassime                | 6–3, 6–4                       |
| Marseille         | Nicolas Mahut Vasek Pospisil                        | Wesley Koolhof Nikola Mektić         | 6–3, 6–4                       |
| Delray Beach      | Reilly Opelka                                       | Jošihito Nišioka                     | 7–5, 6–7(4–7), 6–2             |
| Delray Beach      | Bob Bryan Mike Bryan                                | Luke Bambridge Ben McLachlan         | 3–6, 7–5, [10–5]               |
| Santiago          | Thiago Seyboth Wild                                 | Casper Ruud                          | 7–5, 4–6, 6–3                  |
| Santiago          | Roberto Carballés Baena Alejandro Davidovich Fokina | Marcelo Arévalo Jonny O'Mara         | 7–6(7–3), 6–1                  |
| Houston           | zrušeno pro pandemii covidu-19                      | zrušeno pro pandemii covidu-19       | zrušeno pro pandemii covidu-19 |
| Marrákeš          | zrušeno pro pandemii covidu-19                      | zrušeno pro pandemii covidu-19       | zrušeno pro pandemii covidu-19 |
| Budapešť          | zrušeno pro pandemii covidu-19                      | zrušeno pro pandemii covidu-19       | zrušeno pro pandemii covidu-19 |
| Mnichov           | zrušeno pro pandemii covidu-19                      | zrušeno pro pandemii covidu-19       | zrušeno pro pandemii covidu-19 |
| Estoril           | zrušeno pro pandemii covidu-19                      | zrušeno pro pandemii covidu-19       | zrušeno pro pandemii covidu-19 |
| Lyon              | zrušeno pro pandemii covidu-19                      | zrušeno pro pandemii covidu-19       | zrušeno pro pandemii covidu-19 |
| Ženeva            | zrušeno pro pandemii covidu-19                      | zrušeno pro pandemii covidu-19       | zrušeno pro pandemii covidu-19 |
| 's-Hertogenbosch  | zrušeno pro pandemii covidu-19                      | zrušeno pro pandemii covidu-19       | zrušeno pro pandemii covidu-19 |
| Stuttgart         | zrušeno pro pandemii covidu-19                      | zrušeno pro pandemii covidu-19       | zrušeno pro pandemii covidu-19 |
| Eastbourne        | zrušeno pro pandemii covidu-19                      | zrušeno pro pandemii covidu-19       | zrušeno pro pandemii covidu-19 |
| Santa Ponsa       | zrušeno pro pandemii covidu-19                      | zrušeno pro pandemii covidu-19       | zrušeno pro pandemii covidu-19 |
| Newport           | zrušeno pro pandemii covidu-19                      | zrušeno pro pandemii covidu-19       | zrušeno pro pandemii covidu-19 |
| Båstad            | zrušeno pro pandemii covidu-19                      | zrušeno pro pandemii covidu-19       | zrušeno pro pandemii covidu-19 |
| Umag              | zrušeno pro pandemii covidu-19                      | zrušeno pro pandemii covidu-19       | zrušeno pro pandemii covidu-19 |
| Gstaad            | zrušeno pro pandemii covidu-19                      | zrušeno pro pandemii covidu-19       | zrušeno pro pandemii covidu-19 |
| Atlanta           | zrušeno pro pandemii covidu-19                      | zrušeno pro pandemii covidu-19       | zrušeno pro pandemii covidu-19 |
| Los Cabos         | zrušeno pro pandemii covidu-19                      | zrušeno pro pandemii covidu-19       | zrušeno pro pandemii covidu-19 |
| Winston-Salem     | zrušeno pro pandemii covidu-19                      | zrušeno pro pandemii covidu-19       | zrušeno pro pandemii covidu-19 |
| Mety              | zrušeno pro pandemii covidu-19                      | zrušeno pro pandemii covidu-19       | zrušeno pro pandemii covidu-19 |
| Čcheng-tu         | zrušeno pro pandemii covidu-19                      | zrušeno pro pandemii covidu-19       | zrušeno pro pandemii covidu-19 |
| Ču-chaj           | zrušeno pro pandemii covidu-19                      | zrušeno pro pandemii covidu-19       | zrušeno pro pandemii covidu-19 |
| Moskva            | zrušeno pro pandemii covidu-19                      | zrušeno pro pandemii covidu-19       | zrušeno pro pandemii covidu-19 |
| Stockholm         | zrušeno pro pandemii covidu-19                      | zrušeno pro pandemii covidu-19       | zrušeno pro pandemii covidu-19 |
| Kitzbühel         | Miomir Kecmanović                                   | Yannick Hanfmann                     | 6–4, 6–4                       |
| Kitzbühel         | Austin Krajicek Franko Škugor                       | Marcel Granollers Horacio Zeballos   | 7–6(7–5), 7–5                  |
| Kolín nad Rýnem 1 | Alexander Zverev                                    | Félix Auger-Aliassime                | 6–3, 6–3                       |
| Kolín nad Rýnem 1 | Pierre-Hugues Herbert Nicolas Mahut                 | Łukasz Kubot Marcelo Melo            | 6–4, 6–4                       |
| Sardinie          | Laslo Djere                                         | Marco Cecchinato                     | 7–6(7–3), 7–5                  |
| Sardinie          | Marcus Daniell Philipp Oswald                       | Juan Sebastián Cabal Robert Farah    | 6–3, 6–4                       |
| Antverpy          | Ugo Humbert                                         | Alex de Minaur                       | 6–1, 7–6(7–4)                  |
| Antverpy          | John Peers Michael Venus                            | Rohan Bopanna Matwé Middelkoop       | 6–3, 6–4                       |
| Kolín nad Rýnem 2 | Alexander Zverev                                    | Diego Schwartzman                    | 6–2, 6–1                       |
| Kolín nad Rýnem 2 | Raven Klaasen Ben McLachlan                         | Kevin Krawietz Andreas Mies          | 6–2, 6                         |
| Astana            | John Millman                                        | Adrian Mannarino                     | 7–5, 6–1                       |
| Astana            | Sander Gillé Joran Vliegen                          | Max Purcell Luke Saville             | 7–5, 6–3                       |
| Sofie             | Jannik Sinner                                       | Vasek Pospisil                       | 6–4, 3–6, 7–6(7–3)             |
| Sofie             | Jamie Murray Neal Skupski                           | Jürgen Melzer Édouard Roger-Vasselin | bez boje                       |

### 2021
| ATP Tour 250 2021 | ATP Tour 250 2021                     | ATP Tour 250 2021                   | ATP Tour 250 2021              |
| Turnaj            | vítězové                              | finalisté                           | výsledek                       |
| ----------------- | ------------------------------------- | ----------------------------------- | ------------------------------ |
| Delray Beach      | Hubert Hurkacz                        | Sebastian Korda                     | 6–3, 6–3                       |
| Delray Beach      | Ariel Behar Gonzalo Escobar           | Christian Harrison Ryan Harrison    | 6–7(5–7), 7–6(7–4), [10–4]     |
| Auckland          | zrušeno pro pandemii covidu-19        | zrušeno pro pandemii covidu-19      | zrušeno pro pandemii covidu-19 |
| Antalya           | Alex de Minaur                        | Alexandr Bublik                     | 2–0skreč                       |
| Antalya           | Nikola Mektić Mate Pavić              | Ivan Dodig Filip Polášek            | 6–2, 6–4                       |
| Melbourne 1       | Jannik Sinner                         | Stefano Travaglia                   | 7–6(7–4), 6–4                  |
| Melbourne 1       | Juan Sebastián Cabal Robert Farah     | Jamie Murray Bruno Soares           | 6–3, 7–6(9–7)                  |
| Melbourne 2       | Dan Evans                             | Félix Auger-Aliassime               | 6–2, 6–3                       |
| Melbourne 2       | Nikola Mektić Mate Pavić              | Jérémy Chardy Fabrice Martin        | 7–6(7–2), 6–3                  |
| Montpellier       | David Goffin                          | Roberto Bautista Agut               | 5–7, 6–4, 6–2                  |
| Montpellier       | Henri Kontinen Édouard Roger-Vasselin | Jonatan Erlich Andrej Vasilevskij   | 6–2, 7–5                       |
| Córdoba           | Juan Manuel Cerúndolo                 | Albert Ramos-Viñolas                | 6–0, 2–6, 6–2                  |
| Córdoba           | Rafael Matos Felipe Meligeni Alves    | Romain Arneodo Benoît Paire         | 6–4, 6–1                       |
| Singapur          | Alexei Popyrin                        | Alexandr Bublik                     | 4–6, 6–0, 6–2                  |
| Singapur          | Sander Gillé Joran Vliegen            | Matthew Ebden John-Patrick Smith    | 6–2, 6–3                       |
| Buenos Aires      | Diego Schwartzman                     | Francisco Cerúndolo                 | 6–1, 6–2                       |
| Buenos Aires      | Tomislav Brkić Nikola Ćaćić           | Ariel Behar Gonzalo Escobar         | 6–3, 7–5                       |
| New York          | zrušeno pro pandemii covidu-19        | zrušeno pro pandemii covidu-19      | zrušeno pro pandemii covidu-19 |
| Dauhá             | Nikoloz Basilašvili                   | Roberto Bautista Agut               | 7–6(7–5), 6–2                  |
| Dauhá             | Aslan Karacev Andrej Rubljov          | Marcus Daniell Philipp Oswald       | 7–5, 6–4                       |
| Marseille         | Daniil Medveděv                       | Pierre-Hugues Herbert               | 6–4, 6–7(4–7), 6–4             |
| Marseille         | Lloyd Glasspool Harri Heliövaara      | Sander Arends David Pel             | 7–5, 7–6(7–4)                  |
| Santiago          | Cristian Garín                        | Facundo Bagnis                      | 6–4, 6–7(3–7), 7–5             |
| Santiago          | Simone Bolelli Máximo González        | Federico Delbonis Jaume Munar       | 7–6(7–4), 6–4                  |
| Marbella          | Pablo Carreño Busta                   | Jaume Munar                         | 6–1, 2–6, 6–4                  |
| Marbella          | Ariel Behar Gonzalo Escobar           | Tomislav Brkić Nikola Ćaćić         | 6–2, 6–4                       |
| Cagliari          | Lorenzo Sonego                        | Laslo Djere                         | 2–6, 7–6(7–5), 6–4             |
| Cagliari          | Lorenzo Sonego Andrea Vavassori       | Simone Bolelli Andrés Molteni       | 6–3, 6–4                       |
| Houston           | zrušeno pro pandemii covidu-19        | zrušeno pro pandemii covidu-19      | zrušeno pro pandemii covidu-19 |
| Bělehrad 1        | Matteo Berrettini                     | Aslan Karacev                       | 6–1, 3–6, 7–6(7–0)             |
| Bělehrad 1        | Ivan Sabanov Matej Sabanov            | Ariel Behar Gonzalo Escobar         | 6–3, 7–6(7–5)                  |
| Cascais           | Albert Ramos-Viñolas                  | Cameron Norrie                      | 4–6, 6–3, 7–6(7–3)             |
| Cascais           | Hugo Nys Tim Pütz                     | Luke Bambridge Dominic Inglot       | 7–5, 3–6, [10–3]               |
| Mnichov           | Nikoloz Basilašvili                   | Jan-Lennard Struff                  | 6–4, 7–6(7–5)                  |
| Mnichov           | Wesley Koolhof Kevin Krawietz         | Sander Gillé Joran Vliegen          | 4–6, 6–4, [10–5]               |
| Ženeva            | Casper Ruud                           | Denis Shapovalov                    | 7–6(8–6), 6–4                  |
| Ženeva            | John Peers Michael Venus              | Simone Bolelli Máximo González      | 6–2, 7–5                       |
| Lyon              | Stefanos Tsitsipas                    | Cameron Norrie                      | 6–3, 6–3                       |
| Lyon              | Hugo Nys Tim Pütz                     | Pierre-Hugues Herbert Nicolas Mahut | 6–4, 5–7, [10–8]               |
| Parma             | Sebastian Korda                       | Marco Cecchinato                    | 6–2, 6–4                       |
| Parma             | Simone Bolelli Máximo González        | Oliver Marach Ajsám Kúreší          | 6–3, 6–3                       |
| Bělehrad 2        | Novak Djoković                        | Alex Molčan                         | 6–4, 6–3                       |
| Bělehrad 2        | Jonatan Erlich Andrei Vasilevskij     | André Göransson Rafael Matos        | 6–4, 6–1                       |
| Stuttgart         | Marin Čilić                           | Félix Auger-Aliassime               | 7–6(7–2), 6–3                  |
| Stuttgart         | Marcelo Demoliner Santiago González   | Ariel Behar Gonzalo Escobar         | 4–6, 6–3, [10–8]               |
| 's-Hertogenbosch  | zrušeno pro pandemii covidu-19        | zrušeno pro pandemii covidu-19      | zrušeno pro pandemii covidu-19 |
| Eastbourne        | Alex de Minaur                        | Lorenzo Sonego                      | 4–6, 6–4, 7–6(7–5)             |
| Eastbourne        | Nikola Mektić Mate Pavić              | Rajeev Ram Joe Salisbury            | 6–4, 6–3                       |
| Santa Ponsa       | Daniil Medveděv                       | Sam Querrey                         | 6–4, 6–2                       |
| Santa Ponsa       | Simone Bolelli Máximo González        | Novak Djoković Carlos Gómez-Herrera | bez boje                       |

## Přehled titulů
| Nejvíce titulů ve dvouhře | Nejvíce titulů ve dvouhře | Nejvíce titulů ve dvouhře |
| Pořadí                    | tenista                   | titulů                    |
| ------------------------- | ------------------------- | ------------------------- |
| 1.                        | Thomas Muster             | 26                        |
| 2.                        | Roger Federer             | 25                        |
| 3.                        | Lleyton Hewitt            | 22                        |
| 4.                        | Andy Roddick              | 21                        |
| 5.                        | Pete Sampras              | 20                        |
| 6.                        | Jevgenij Kafelnikov       | 19                        |
| 6.                        | Michael Chang             | 19                        |
| 6.                        | Andre Agassi              | 19                        |
| 9.                        | Andy Murray               | 17                        |
| 10.                       | Nikolaj Davyděnko         | 16                        |
| 10.                       | David Ferrer              | 16                        |
| 10.                       | Marin Čilić               | 16                        |
| 10.                       | Richard Gasquet           | 16                        |
| tučně – aktivní tenisté   |                           |                           |

| Nejvíce titulů ve čtyřhře | Nejvíce titulů ve čtyřhře | Nejvíce titulů ve čtyřhře |
| Pořadí                    | tenista                   | titulů                    |
| ------------------------- | ------------------------- | ------------------------- |
| 1.                        | Mike Bryan                | 46                        |
| 2.                        | Bob Bryan                 | 44                        |
| 3.                        | František Čermák          | 26                        |
| 3.                        | Daniel Nestor             | 26                        |
| 5.                        | Horia Tecău               | 22                        |
| 6.                        | Bruno Soares              | 19                        |
| 7.                        | Oliver Marach             | 18                        |
| 7.                        | Robert Lindstedt          | 18                        |
| tučně – aktivní tenisté   |                           |                           |